# Jelcz PR110E
Le Jelcz PR110 E était un trolleybus produit par les constructeurs polonais Jelcz et KPNA de 1980 à 1992. Il est construit sur la base de l'autobus traditionnel Jelcz PR110. Au total, 153 trolleybus de ce type ont été construits. Il sera remplacé par le Jelcz 120MT.

## Histoire
Au début des années 1970, les autorités de la République populaire de Pologne ont décidé de favoriser le transport urbain par trolleybus. C'est ainsi que dès 1972 on a pu voir circuler dans les rues de la capitale Varsovie des modèles d'essai : le hongrois Ikarus 242, l'allemand Magirus-Deutz M170-S11H, le français Berliet PR100, l'italien Fiat 420A, l'anglo-danois Leyland Lidrt 12/4, l'espagnol Pegaso 5023, le japonais Hino RC 260 et le tchécoslovaque Karosa SM11. Comme pour l'autobus urbain PR100 c'est le constructeur français Berliet qui fut retenu. Dès le début, il avait été décidé que ce ne serait pas la base française du PR100 qui serait utilisée mais le PR110 polonais, version allongée à 12 mètres et comportant 3 portes d'accès.
En 1976, le projet réalisé pour le trolleybus polonais comprenait la combinaison de l'autobus Jelcz PR110 équipé d'un moteur électrique tchécoslovaque provenant du trolleybus Skoda 9tr. Le véhicule a été testé pendant un an et demi à Gdynia.

## Le modèle produit en série
Après avoir présenté officiellement son prototype de trolleybus, aucune commande ne fut passée entre 1976 et 1979. Ce n'est qu'en 1979 que l'intérêt pour les trolleybus neufs se confirma en commande par la société de transports urbains WPK Gdańsk-Gdynia.
La production en série a commencé en 1980. La première série comportait 20 exemplaires avec un équipement électrique Skoda. Plusieurs améliorations ont été envisagées mais seront reportées sur les prochaines séries.
Dans les années 1980, de nouvelles lignes de trolleybus ont été créées à Tychy en 1982, à Varsovie en 1983 et à Słupsk en 1985. Cela a entraîné une légère augmentation de la demande de trolleybus mais jugée insuffisante pour lancer une seconde série en fabrication. Selon le service de programmation économique, la demande aurait pu atteindre environ 50 véhicules par an.
Jelcz attendra 1986 et des commandes fermes pour lancer la seconde série de trolleybus PR110 E. Cette série, fabriquée de 1986 à 1992, sera équipée d'une partie électrique de la société Elmor de Gdansk, la même que celle utilisée par les trolleybus soviétiques vendus en Pologne.
Le modèle sera remplacé en 1997 par le Jelcz 120MT, construit sur la base de l'autobus Jelcz 120 qui n'est qu'une mise à jour du PR110 E. La fin de la production a coïncidé avec la fin du transport en trolleybus en ville.